# Operatie Kreuzotter
Operatie Kreuzotter was de codenaam voor een Duitse aanval op Griekse partizanen.

## Geschiedenis
Op 5 augustus 1944 lanceerde de 4. SS-Division van het 22e Bergkorps de aanval die de partizanen in de Pinusbergen en aan de kust bij Zervas moest verjagen. De Griekse partizanen leden hevige verliezen bij de aanval. Er werden 298 man gedood of verwond en nog eens 260 man werden gevangengenomen. De partizanen brachten de Duitsers echter ook gevoelige verliezen toe: 20 man sneuvelden tijdens de gevechten en 112 man raakten gewond. De Duitsers wisten uiteindelijk het grootste deel van de partizanen te verdrijven.